# Tamilere
Tamilerne er et folkeslag i det sydlige Asien. Der er omkring 74 millioner tamiler, som hovedsageligt bor i delstaten Tamil Nadu i Indien (63 millioner), i det nordlige og østlige Sri Lanka (3,6 millioner), i Malaysia (1,5 millioner) og Singapore (250.000). I Canada lever der omkring 300.000 tamiler, mens der er mindre grupper i en række asiatiske, afrikanske og europæiske lande.
Udvandringen fra det tamilske kerneområde har foregået i to stadier: Første arbejdsemigration, ofte tvunget, under det britiske imperium og senere flygtninge fra Sri Lanka.
De fleste taler tamilsk sprog, som regnes for at være et af de dravidiske sprog, som tidligere blev talt over hele det indiske subkontinent, men som nu er begrænset til den sydlige del. Tamilerne har en stærk etnisk-lingvistisk identitetsfølelse og regner sig som adskilt fra andre indiske grupper, som taler sprog beslægtet med sanskrit.
Flertallet er hinduer, mens betydelige minoriteter er kristne og muslimer.